# Zofia (Griniewa)
Zofia, imię świeckie Sofja Jewgienjewna Griniewa (ur. 1873 w Moskwie, zm. 4 kwietnia 1941 w Pokrowie) – rosyjska mniszka prawosławna, schimniszka, święta prawosławna.

## Życiorys

### Młodość
Była najstarszym dzieckiem i starszą córką prawnika pracującego w tulskim sądzie, Jewgienija Griniewa, i jego małżonki Lidii Dmitrijewny zd. Głazunowej, miała młodszą siostrę Mariję i brata Borisa. W wieku siedmiu lat straciła ojca. Trafiła wówczas do sierocińca przy monasterze w Bielowie, który jako igumenia kierowała Eugenia, dawna guwernantka w domu Griniewów. W wieku szesnastu lat Sofja Griniewa zamieszkała u ciotki, a następnie u babki od strony matki, w jej majątku w guberni kałuskiej. Był on położony w pobliżu Pustelni Optyńskiej, dokąd odtąd często pielgrzymowała z rodziną. Następnie razem z rodziną wyjechała na krótko do Woroneża, gdzie jej młodszy brat wstąpił do korpusu kadetów; następnie podjęła naukę w Instytucie Aleksandro-Marińskim w Moskwie. Ostatnią klasę szkoły średniej ukończyła w Kijowie w liceum Funduklejewa. Po uzyskaniu średniego wykształcenia podjęła naukę w kijowskim konserwatorium w klasie śpiewu. Na krótko przed końcowymi egzaminami, w 1895, przeziębiła się i zachorowała na anginę, wskutek czego straciła głos. W tym samym roku wstąpiła do monasteru Trójcy Świętej w powiecie tarusskim guberni kałuskiej, założonego przez jej przyjaciółkę, ihumenię Annę (Znamienską). Szybko jednak go opuściła, gdyż ihumenia Anna, mało doświadczona w życiu ascetycznym, porzuciła monaster. Posłusznica Sofja Griniewa zamieszkała najpierw w monasterze św. Mikołaja w tym samym powiecie, a następnie założyła razem z mniszką Katarzyną (Metzendorf) monaster Ikony Matki Bożej "Pocieszycielka" w Dugninskim zawodzie u ujścia Dugny do Oki (ok. 45 km od Kaługi). Jej działalności błogosławili mnisi Pustelni Optyńskiej. 

### Monaster Ikony Matki Bożej "Pocieszycielka"
Sofja Griniewa w 1912 została mniszką riasoforną, nie zmieniając przy postrzyżynach imienia. Razem z mniszką Katarzyną utworzyła przytułek dla sierot, szkołę niedzielną, szpital, udzielały również pomocy materialnej ubogim starszym kobietom. Początkowo nie zostały dobrze przyjęte przez mieszkańców miejscowości, wśród których było wielu byłych aresztantów i zesłańców, którzy zakończyli odbywanie kar. Z czasem stosunek miejscowych do mniszek zmienił się, a we wspólnocie zebrało się ok. 150 kobiet. Początkowo monasterem kierowała starsza mniszka Katarzyna, jednak Zofia cieszyła się większym szacunkiem. Chcąc uniknąć niesnasek we wspólnocie, kobieta postanowiła przenieść się do innego klasztoru, ostatecznie jednak to Katarzyna odeszła z monasteru i założyła własny w pobliżu miasta Bołogoje. Kierując monasterem, riasoforna mniszka Zofia wielokrotnie udawała się do Pustelni Optyńskiej, gdzie spotykała się ze starcami, poznała także Siergieja Niłusa. Blisko współpracowała również z mnichem Gerazymem, kierującym położoną w sąsiedztwie wspólnotą św. Sergiusza z Radoneża; oboje nawzajem kierowali do siebie swoje duchowne dzieci.

### Monaster Opieki Matki Bożej w Kijowie
W końcu r. 1912 lub na początku r. 1913 riasoforna mniszka Zofia udała się do Petersburga, by prosić Świątobliwy Synod Rządzący o pomoc dla kierowanego przez siebie monasteru. Tam spotkała się z metropolitą kijowskim Flawianem, który poszukiwał kandydatki na przełożoną monasteru Opieki Matki Bożej w Kijowie. W 1913 w Monasterze Nowodziewiczym w Petersburgu Zofia złożyła wieczyste śluby mnisze (małej schimy), zachowując dotychczasowe imię. Natychmiast po tym wydarzeniu została podniesiona do godności ihumeni i wyjechała do Kijowa.

### Po rewolucji październikowej. Ihumenia podziemnego monasteru
W 1919, dwa lata po rewolucji październikowej, władze radzieckie znacjonalizowały mienie monasteru. Mniszki żyły we wspólnocie jeszcze przez cztery lata, rejestrując ją jako spółdzielnię pracy. W 1923 monaster przeszedł pod kontrolę duchownych Żywej Cerkwi, którzy zmusili ihumenię Zofię do rezygnacji z funkcji. Mniszka wyjechała razem z ok. 20 siostrami do Irpienia, gdzie utworzyła tajną wspólnotę mniszą - jej członkinie mieszkały w prywatnych domach, jedynie nocą spotykały się na nabożeństwach. Już w roku następnym Zofia została aresztowana i spędziła sześć tygodni w więzieniu. Po zwolnieniu wznowiła dotychczasową działalność i stała na czele podziemnej wspólnoty przez kolejne cztery lata. Odrzuciła deklarację zastępcy locum tenens Patriarchatu Moskiewskiego metropolity Sergiusza, wzywającą prawosławnych do lojalności wobec władz radzieckich. Popierała ruch josifian, razem ze swoją wspólnotą przystąpiła do Cerkwi katakumbowej.
W 1928 została aresztowana po raz drugi i spędziła w więzieniu siedem tygodni. Skazana na zesłanie, została ostatecznie zwolniona z powodu podeszłego wieku. Dwa kolejne lata spędziła w powiecie połtawskim, po czym wróciła w 1930 do Irpienia i ponownie zaczęła kierować tajną żeńską wspólnotą mniszą. Została aresztowana po raz trzeci w październiku kolejnego roku. Uznano ją za winną prowadzenia agitacji antyradzieckiej i aktywnego uczestnictwa w ogólnokrajowej cerkiewno-monarchistycznej organizacji kontrrewolucyjnej; postanowiono jednak, że zostanie zwolniona i jedynie pozbawiona prawa pobytu w 12 wybranych miastach ZSRR w ciągu najbliższych trzech lat. Zamieszkała w Putywlu. Bezskutecznie prosiła o prawo powrotu do Irpienia, wskazując na swój podeszły wiek. Ostatecznie w 1933 nielegalnie wróciła do poprzedniego miejsca zamieszkania. W 1934 w Kijowie złożyła śluby mnisze wielkiej schimy przed biskupem głuchowskim Damaskinem. Prawdopodobnie po tym wydarzeniu ponownie stanęła na czele tajnego klasztoru w Irpieniu, który istniał do 1937, kiedy aresztowane i zesłane na jedną z wysp w pobliżu Kamczatki zostały wszystkie mniszki. Schiihumenia Zofia nie przebywała wówczas razem ze wspólnotą i uniknęła uwięzienia.
Ostatnie lata życia przeżyła we wsi Pokrow w rejonie sierpuchowskim obwodu moskiewskiego. Chorowała na astmę. Pozostawała pod opieką mniszek Pelagii i Marii, które znały ją jeszcze z monasteru Ikony Matki Bożej "Pocieszycielka". Miejscowi mieszkańcy otaczali je szczególnym szacunkiem. Zmarła w 1941.
Jako ihumenia monasteru Opieki Matki Bożej w Kijowie Zofia publikowała w prasie cerkiewnej religijne wiersze i teksty literackie prozą, podpisując je jako I. S..
W 1989 została zrehabilitowana.

## Kult
W 1981 schiihumenia Zofia została kanonizowana przez Rosyjski Kościół Prawosławny poza granicami Rosji jako jedna z Soboru Świętych Nowomęczenników i Wyznawców Rosyjskich. Kult mniszki w 2012 został usankcjonowany także przez Ukraiński Kościół Prawosławny Patriarchatu Moskiewskiego, który zaliczył ją do świętych czczonych lokalnie w eparchii kijowskiej. Ceremonia kanonizacji odbyła się pod przewodnictwem metropolity kijowskiego i całej Ukrainy Włodzimierza w monasterze Opieki Matki Bożej w Kijowie.
Dniami wspomnienia liturgicznego Zofii są rocznica śmierci (24 marca/4 kwietnia) oraz rocznica odsłonięcia jej relikwii (28 kwietnia/11 maja).